# Tutl

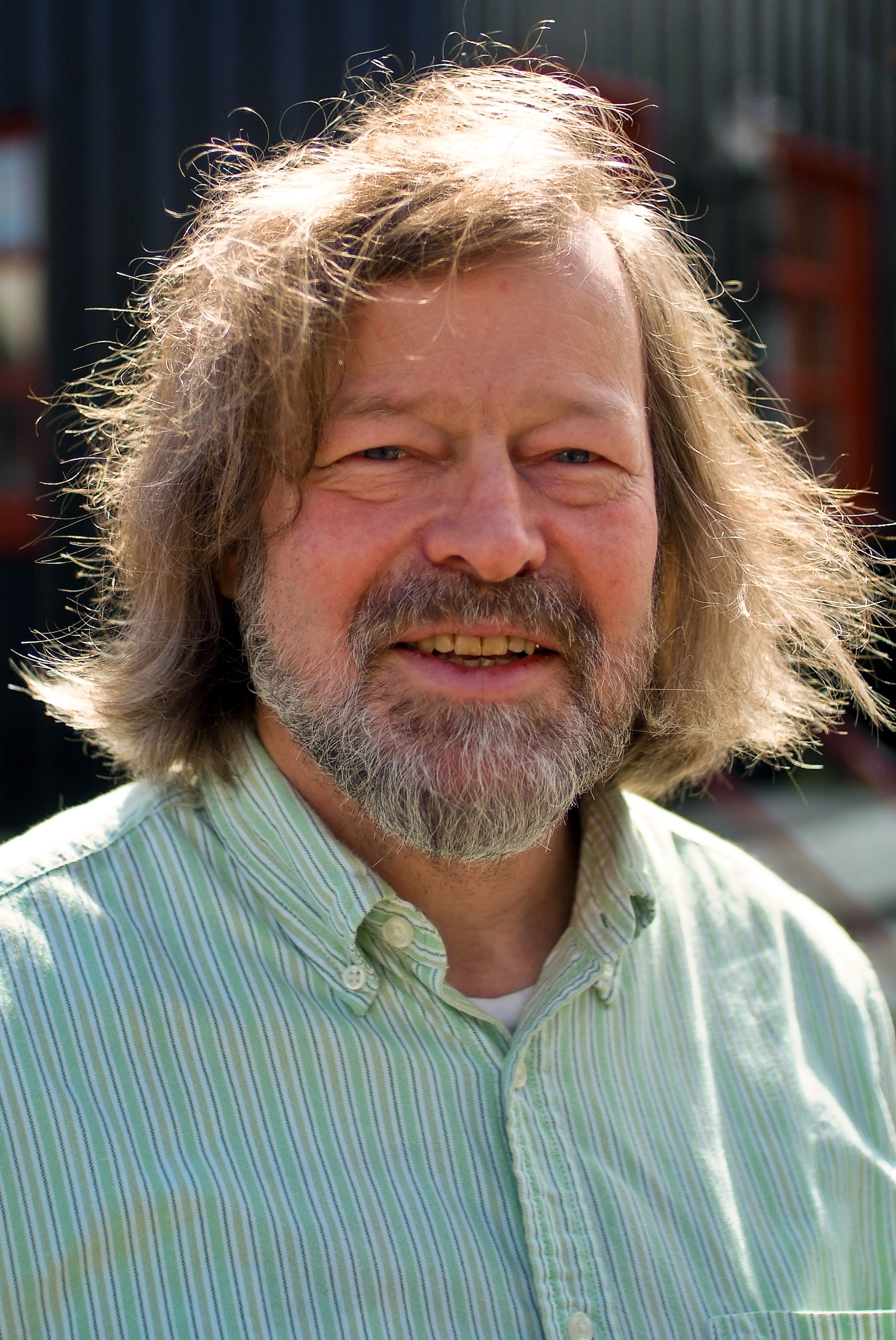
Il fondatore Kristian Blak

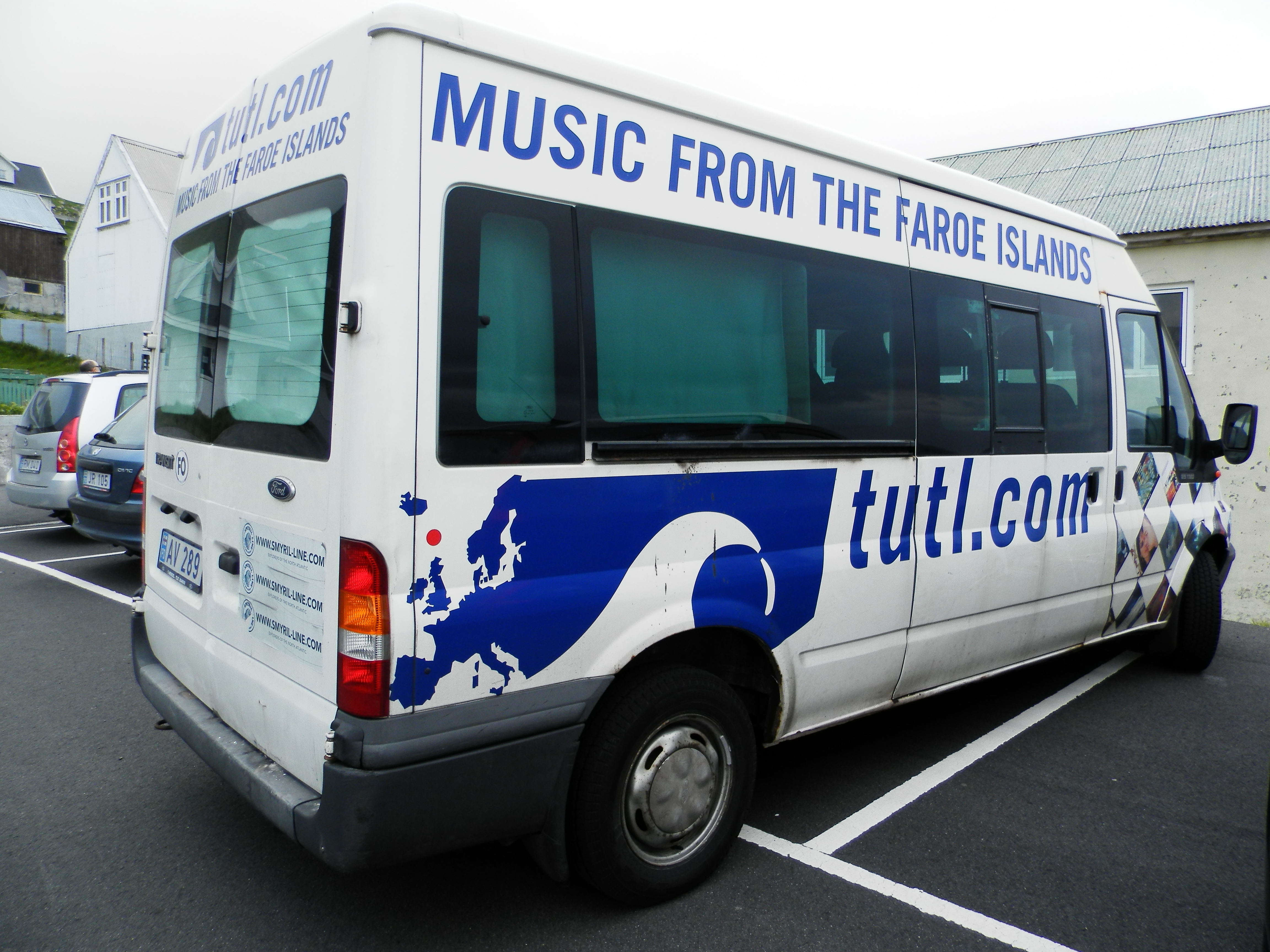
Il furgone della TUTL

Tutl è un'etichetta discografica delle Fær Øer, fondata nel 1977 dal musicista jazz e compositore danese Kristian Blak. Oltre a svolgere un ruolo promozionale per molti musicisti faroesi, ha esteso nel tempo il catalogo a numerosi artisti di altri Paesi europei

## Storia e attività
Tutl in lingua faroese significa sussurro, mormorio; all'estero, è probabilmente il più noto rappresentante e distributore di musica faroese.
Ha prodotto musicisti e gruppi come Teitur Lassen, Eivør Pálsdóttir, Høgni Lisberg, Guðrið Hansdóttir, Knut Háberg Eysturstein e Týr, che hanno tutti iniziato la loro carriera in Tutl, oltre al gruppo jazz Yggdrasil.
Nel 2008, Tutl ha iniziato a collaborare con The Rocking Factory di Bruxelles (dal 2012 con sede ad Amburgo)che si propone di rappresentare e promuovere la musica dei paesi nordici nel resto d'Europa.
Oltre alla distribuzione, secondo gli accordi la società belga coopera per i tour degli artisti prodotti da Tutl.